# Риттнер, Кэрол
Кэрол Риттнер (англ. Carol Rittner, род. 1943[…], Камп-Хилл, Пенсильвания) — американская монахиня и историк Холокоста. Она является почётным профессором по изучению Холокоста и геноцида, а также профессором по изучению Холокоста имени доктора Марши Ратикофф Гроссман в Университете Стоктона. 

## Ранние годы
Риттнер родилась в 1943 году и выросла в Кэмп-Хилле, штат Пенсильвания, в семье католички и протестанта. Она окончила католическую среднюю школу епископа Макдевитта и колледж Мизерикордия (ныне Университет Мизерикордия). Позднее Риттнер получила степень доктора педагогических наук в Университете штата Пенсильвания.

## Карьера
В 1984 году Риттнер организовала международную конференцию на тему «Вера в человечество: спасители евреев во время Холокоста» для Совета памяти жертв Холокоста. Несколько лет спустя она сняла фильм под названием «Мужество заботиться», который был номинирован на премию «Оскар» в категории «Лучший документальный короткометражный фильм». Документальный фильм посвящён трём христианам, которые спасали евреев во время Холокоста. С 1986 по 1990 год Риттнер была директором Фонда Эли Визеля по защите человечности, а затем ушла, чтобы стать президентом Mercyworks. С 1994 по 1995 год она была приглашённым профессором по изучению Холокоста имени Иды Э. Кинг в Стоктонском университете. После того как Кэрол окончила работу приглашённым профессором, её пригласили остаться в качестве профессора им. д-ра Марши Ратикофф Гроссман по изучению Холокоста.
В 2000 году она стала соредактором книги «Холокост и христианский мир: размышления о прошлом, вызовы на будущее», в которой рассматривалась христианская идентичность после Освенцима. Несколько лет спустя она получила премию имени сестры Роуз Теринг 2010 года от Комиссии штата Нью-Джерси по просвещению в области Холокоста.
Риттнер также была автором журнала The Jewish Quarterly Review. В 2013 году она опубликовала книгу «Изнасилование как оружие войны и геноцида» в издательстве Paragon Publishing. Она также спродюсировала фильм «Сёстры» вместе с режиссёром Робертом Гарднером, в котором основное внимание уделялось жизни пяти монахинь. Риттнер ушла с преподавательской работы в 2015 году.